# Nigramma todaroides
Nigramma todaroides là một loài bướm đêm trong họ Noctuidae.